# Naturkundemuseum Erfurt

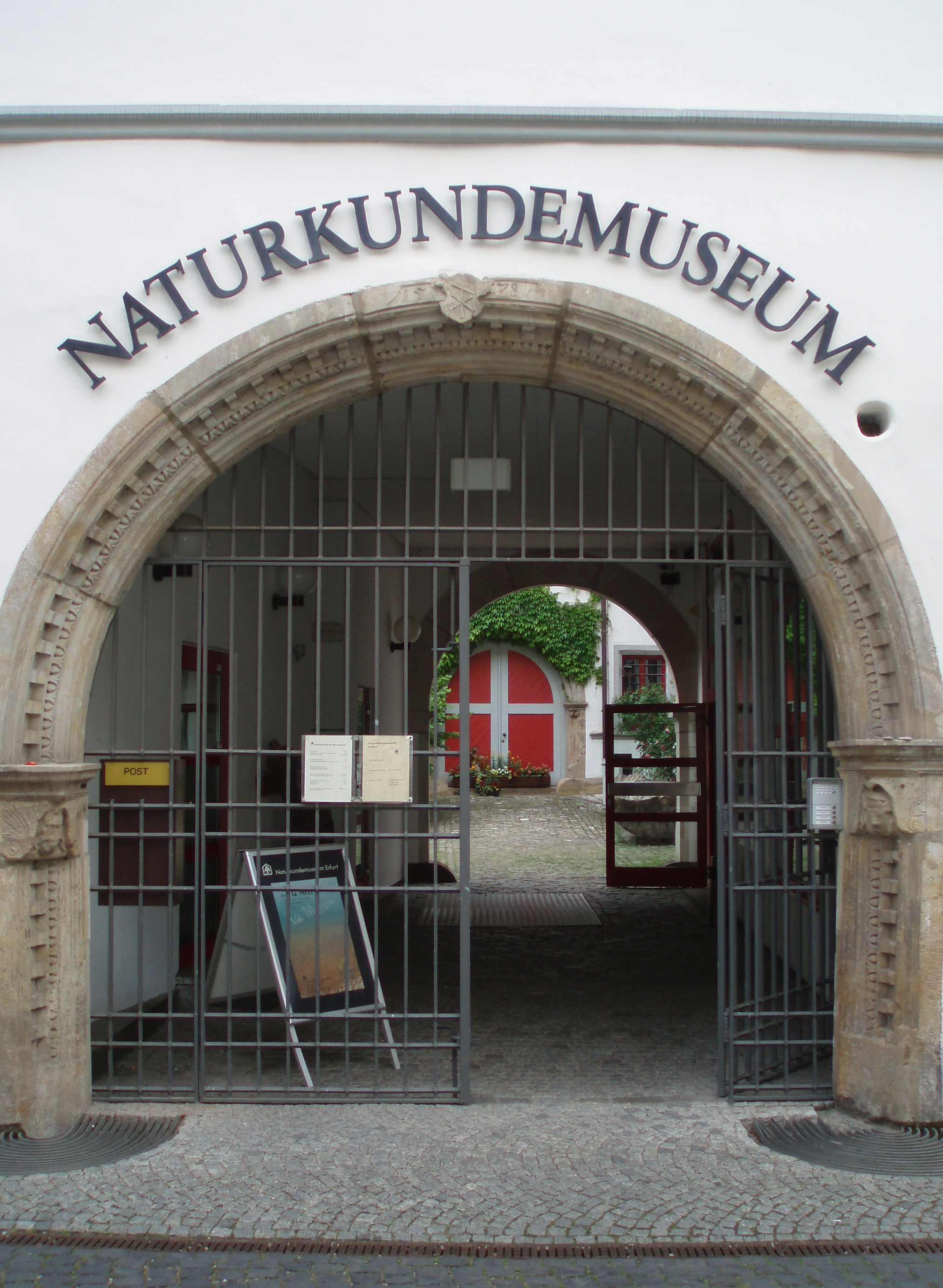
Eingang zum Naturkundemuseum Erfurt

Das Naturkundemuseum Erfurt ist ein Naturkundemuseum in der Thüringer Landeshauptstadt Erfurt. Es ist in der Innenstadt im Gebäude eines ehemaligen Waidspeichers untergebracht.

## Sammlungen und Ausstellungen
Neben der ständigen Ausstellung zu den Themenbereichen Wald, Feld, Stadt und Erdgeschichte werden auch wechselnde Sonderausstellungen gezeigt.
Im Atrium des Museums befindet sich eine 350 Jahre alte Stieleiche (Quercus robur), deren Wurzeln im Erdgeschoss zu sehen sind und deren Krone bis ins oberste Geschoss ragt. Dieser Baum ist 14 Meter hoch und hat einen maximalen Stammdurchmesser von etwa einem Meter. Das Exemplar wurde 1991 im Erfurter Stadtwald gefällt.
In einem Kellergewölbe unter dem Speichergebäude werden Teile der 6500 Mineralstufen umfassenden Mineraliensammlung von Godehard Schwethelm (1899–1992) präsentiert. Eine besondere Attraktion ist die daran anschließende Nachgestaltung der Arche Noah: In einem schwankenden Schiffskörper sind zahlreiche Tiere aufgestellt. Diese Präsentation soll auf die weltweite Gefährdung der Artenvielfalt (Biodiversität) aufmerksam machen.
Die botanischen, zoologischen, mineralogischen und paläontologischen Sammlungen speisen sich aus privaten Schenkungen und eigenständigen Forschungen.

## Geschichte
Das Naturkundemuseum wurde 1922 im Haus zum Stockfisch eröffnet. Einer ihrer Gründerväter war der Erfurter Lehrer und Entomologe Otto Rapp (1878–1953). 1968 wurde es an dieser Stelle geschlossen und die Sammlungen in provisorische Unterkünfte ausgelagert. 1995 wurde es an neuer Stelle, nach vierjähriger Bauzeit, in einem aus dem Jahr 1577 stammenden Waidspeicher in der Großen Arche wieder eröffnet.

## Förderverein
Der Verein der Freunde und Förderer des Naturkundemuseums Erfurt e. V. ist ein gemeinnütziger Förderverein. Zu den satzungsgemäßen Zielen des Vereins gehört die Förderung von naturwissenschaftlicher Forschung und Bildung, die Pflege von naturwissenschaftlichen Sammlungen und die Durchführung wissenschaftlicher Veranstaltungen.